# Réserve naturelle de Killingholmen
La réserve naturelle de Killingholmen  est une réserve naturelle norvégienne  qui est située dans le municipalité de Holmestrand, dans le comté de Vestfold.

## Description
La réserve naturelle de 0,012 km2 a été créée en 1988 au sud de l'île de Killingholmen.

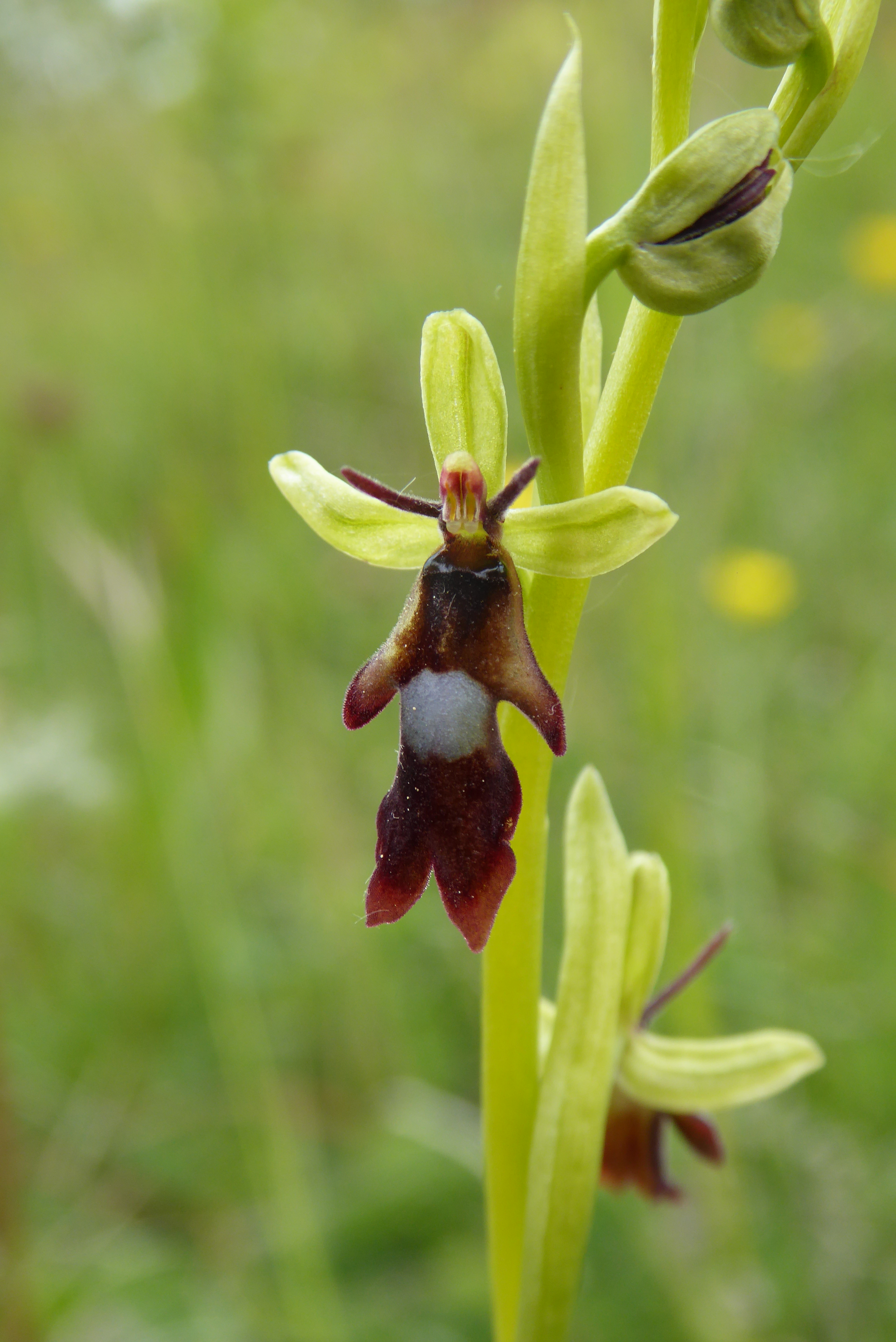
Ophrys mouche

C'est une forêt de pins calcaires, des terres arides calcaires et des couches alternées de calcaire et d'ardoise de la période silurienne. Il y a de bonnes occurrences d' orchidées Ophrys mouche dans la réserve qui est une espèce protégée.
La branche locale de Drammen de l'Association ornithologique norvégienne possède une station ornithologique sur l'île. Depuis la station, les ornithologues étudient l'avifaune de la baie de Sandebukta.
Le but de la conservation est de protéger un site important pour comprendre les roches fossilifères du rift d'Oslo.